# Камерон (Мисури)
Камерон (енгл. Cameron) град је у америчкој савезној држави Мисури.

## Демографија
По попису из 2010. године број становника је 9.933, што је 1.621 (19,5%) становника више него 2000. године.
| Група             | 2000.         | 2010.         |
| Белци             | 6.983 (84,0%) | 8.077 (81,3%) |
| Афроамериканци    | 1.051 (12,6%) | 1.469 (14,8%) |
| Азијати           | 25 (0,3%)     | 47 (0,5%)     |
| Хиспаноамериканци | 114 (1,4%)    | 197 (2,0%)    |
| Укупно            | 8.312         | 9.933         |